# Begonia boissieri
Espèce
Synonymes
- Begonia abaculoides Ziesenh.[1]
- Begonia suffruticosa Pav. ex A.DC.[1]

Begonia boissieri est une espèce de plantes de la famille des Begoniaceae.
L'espèce fait partie de la section Quadriperigonia.
Elle a été décrite en 1859 par Alphonse Pyrame de Candolle (1806-1893).

## Répartition géographique
Cette espèce est originaire du pays suivant : Mexique.